# 주니카네역
주니카네역(일본어: 十二兼駅)은 일본 나가노현 기소군 나기소정에 있는 도카이 여객철도 주오 본선의 역이다.

## 역 구조 및 승강장
상대식 승강장 2면 2선을 가지는 지상역이다. 성토 위에 있어, 승강장까지는 계단을 오를 필요가 있다. 승강장은 과선교로 연락하고 있다. 나카쓰가와역 관리의 무인역이지만, 완전한 맞이방과 간이 세수식 화장실이 있다. 이 역부터 나고야역까지는 복선이기 때문에, 교환 가능역이기도 하다.
| 1 | ■ 주오 본선 | 하행 | 기소후쿠시마 · 나가노 방면 |
| 2 | ■ 주오 본선 | 상행 | 나카쓰가와 · 나고야 방면   |

## 역 주변
- 기소강
- 나카센도
- 국도 제19호선

## 역사
- 1929년 11월 3일 : 일본국유철도 주오 본선의 노지리 - 미도노 간에 주니카네 신호장으로서 개업.
- 1948년 9월 1일 : 역으로 승격, 주니카네역으로서 개업. 여객영업만.
- 1987년 4월 1일 : 일본국유철도 분할 민영화에 의해, 도카이 여객철도의 역이 된다.

## 인접 역
| 도카이 여객철도 주오 본선     | 도카이 여객철도 주오 본선 | 도카이 여객철도 주오 본선     |
| ----------------------------- | ------------------------- | ----------------------------- |
| 노지리 시오지리 · 나가노 방면 | ■ 주오 본선               | 나기소 나카쓰가와·나고야 방면 |